# 캐리어 생성 및 재결합
캐리어 생성(전하 운반자 생성)과 캐리어 재결합(전하 운반자 재결합)은 반도체의 고체물리학에서 전하 운반자(전자와 양공)가 생성되고 제거되는 과정이다. 캐리어 생성 및 재결합 프로세스는 포토다이오드, 발광 다이오드, 레이저 다이오드와 같은 많은 광전자 반도체 장치 작동의 기본이다. 이는 또한 바이폴라 접합형 트랜지스터 및 p-n 접합형 다이오드와 같은 p-n 접합 장치의 전체 분석에도 중요하다.
전자-정공 쌍은 무기 반도체의 생성과 재결합의 기본 단위로, 가전자대와 전도대 사이의 전자 전이에 해당한다. 여기서 전자 생성은 가전자대에서 전도대로의 전이이고 재결합은 역전환으로 이어진다.

## 같이 보기
- 오제 효과